# Бастилия
Басти́лия (фр. la Bastille, историческое название la Bastille Saint-Antoine) — изначально крепость, построенная в 1370—1381 годах, и место заключения государственных преступников в Париже. В самом начале Великой французской революции 14 июля 1789 года крепость была взята революционно настроенным населением. В 1791 году Бастилия была полностью разрушена, а на её месте Пьер-Франсуа Паллуа (Pierre-François Palloy) (подрядчик работ по сносу) установил табличку с надписью «Здесь танцуют и всё будет хорошо» (ici l’on danse, ah ça ira, ah ça ira!). В настоящее время на месте снесённой крепости находится площадь Бастилии — место пересечения десятка улиц и бульваров с подземным узлом парижского метро из трёх линий и новой Парижской оперой.

## История

### Происхождение слова
Первоначальное значение слова Бастилия то же, что и «бастида», и действительно, ещё в первой половине XIV столетия Бастилия является только одной из многочисленных башен, окружавших Париж, и называется bastide или bastille Saint-Antoine. С этого времени и начинается история Бастилии.
В 1358 году сторонниками дофина Карла здесь был убит парижский прево Этьен Марсель. Спустя некоторое время, уже при Карле V, Бастилия начинает достраиваться, расширяться и принимает наконец в 1382 году вид, мало разнящийся от вида на момент захвата в 1789 году. С этих же пор Бастилия получает характер укреплённого замка, где во время народных возмущений или междоусобиц спасаются короли и другие лица. Это территория богатого монастыря; летописцы того времени называют Бастилию «благочестивым Святым Антонием, королевским замком» (chaste Saint-Antoine, château royal) и причисляют её к лучшим парижским зданиям.
В 1471 году Людовик XI предоставляет монастырским землям колоссальные привилегии, подписывая указ, что поселившиеся здесь ремесленники не будут подчиняться цеховым законам. Это начало расцвета и благополучия Сент-Антуанского предместья (faubourg Saint-Antoine). В 1700 году здесь насчитывалось 500 столяров, 400 краснодеревщиков, ткацкие, фаянсовые и шпалерные мастерские. Более свободные, эти ремесленники взбунтуются первыми во Французской революции 1789 года. Именно взятие крепости 14 июля 1789 года считается официальным началом революции.

### Бастилия-тюрьма
Первым узником Бастилии был её зодчий Гуго Обрио. Его обвинили в связи с еврейкой и осквернении религиозных святынь. Он отсидел 4 года и был освобожден толпой во время народных волнений в 1381 году.
Следующим узником Бастилии был враг Людовика XI (1465—1481) епископ Верденский Гильом де Горакур. Его держали в железной клетке, в которой можно было только сидеть, в течение 15 лет.
В 1476 году в крепость был заключён Жак д’Арманьяк, герцог де Немур, обвинённый в составлении заговора против короля Людовика XI. Несчастный был посажен в железную клетку, откуда выходил только для истязаний, и наконец в 1477 году его обезглавили.

### Железная маска
Вторым из более известных узников Бастилии является таинственный обладатель «железной маски» (homme au masque de fer; 1660-е годы), происхождение которого и до сих пор остаётся до конца неразгаданным. Одно из предположений — ничем не подкрепленная выдумка Вольтера, усматривавшего в нём незаконного сына Анны Австрийской, притязаний которого на престол Людовик XIV якобы мог опасаться. Учитывая наличие еще одного законного сына королевы, младшего брата Людовика принца Филиппа, который теоретически мог бы оспаривать престол, предположения о мифических притязаниях незаконного абсурдны и были восторженно восприняты исключительно романистами, как отличный сюжет для приключенческих произведений  в духе "плаща и шпаги".

### Узники
После Людовика XIV на протяжении XVIII столетия в Бастилии побывали почти все знаменитости века, философы, публицисты и даже книготорговцы, — вообще все лучшие умы того времени. Среди них:
- Вольтер:
  - в 1717 году за сатиру в адрес герцогини де Берри,
  - в 1726 году из-за истории с шевалье де Роганом (Louis de Rohan);
- Мармонтель;
- Ла-Бомелль (1753 и 1757);
- энциклопедист аббат Морелле (1760);
- памфлетисты Ленге (1780—1782) и Бриссо (1784);
- Алессандро Калиостро;
- маркиз де Сад;
- графиня Де Ламотт;
- кардинал де Роган
- Фуке и многие другие.

Даже некоторые книги удостоились чести заключения в Бастилию, как, например, французская «Энциклопедия».
В день взятия Бастилии 14 июля 1789 года в крепости находилось всего семь узников — четверо фальшивомонетчиков, двое психически больных и один убийца.

### Крепость
Бастилия представляла собою массивное прямоугольное здание, обращённое одной стороной к городу, а другой к предместью, с 8 башнями, небольшим внутренним двором, и окружённое широким и глубоким рвом, через который был перекинут висячий мост. Долгое время крепость составляла одно целое с городской стеной, построенной в конце XIV века по приказу короля Карла V. Рядом с крепостью располагались ворота, связывающие центр города с Сент-Антуанским предместьем.
Каждая башня имела помещения трёх видов: в самом низу — тёмный и мрачный погреб, где содержались неспокойные арестанты или пойманные при попытке к бегству; срок пребывания здесь зависел от коменданта крепости.
Следующий этаж состоял из одной комнаты с тройною дверью и окошком с тремя решетками. Кроме кровати в комнате были ещё стол и два стула.
В самом верху башни было ещё одно помещение под крышей (calotte), также служившее местом наказания для узников.
Дом коменданта и казармы солдат находились во втором, наружном дворе.

### Заточение без суда и следствия
Порядки, господствовавшие в Бастилии, по единогласному свидетельству современников, были гораздо строже, чем в других тюрьмах; многое зависело, конечно, и от личности коменданта, и несомненно, что одной из причин падения Бастилии в 1789 году была крайняя суровость последнего её губернатора Лонэ. Заключение в тюрьму производилось обыкновенно на основании королевской записки о заточении без суда и следствия (lettre de cachet), подписанной королём, примерно такой:

Господин граф де Жюмиляк, пишу вам, чтобы сообщить о помещении в мой замок Бастилию ниженазванного […] и его содержания там до моего нового приказа. На сём прошу Господа Бога, чтобы вас, господин граф де Жюмиляк, свято хранил. Писано в Компьене июля 20-го, году 1765. — Людовик
ФЕЛИППО.
[с другой стороны листа:] господину графу де Жюмиляку, управляющему моего Бастильского замка
Оригинальный текст (фр.)
Monsieur le comte de Jumilhac, je vous fais cette lettre pour vous dire de recevoir dans mon château de la Bastille le nommé […] et de l’y retenir jusqu'à nouvel ordre de ma part. Sur ce, je prie Dieu qu’il vous ait, monsieur le comte de Jumilhac, en sa sainte garde. Écrit à Compiègne le 20 juillet 1765. — Louis
PHELIPPEAUX.

[с другой стороны листа:] à monsieur le comte de Jumilhac, gouverneur de mon château de la Bastille

Ненависть народа к Бастилии, как выражению королевского абсолютизма, достигла ко времени революции своего пика.

### Планы сноса
Ещё в 1784 году был предложен план сноса обветшавшей за четыреста лет существования крепости и переобустройства квартала. Проект, представленный городским архитектором Корбе (Corbet), предусматривал очередную парижскую королевскую площадь, — на этот раз площади Людовика XVI (place de Louis XVI), — на занятом тогда ещё Бастилией месте.

### Революционные события
12 июля 1789 года Камиль Демулен произнёс в Пале-Рояле свою речь, 13 июля был разграблен Арсенал, Дом инвалидов и городская мэрия, а 14 июля вооружённая многочисленная толпа подступила к Бастилии. Начальниками наступления были избраны Юлен и Эли, оба офицеры королевских войск. Восставших главным образом интересовал арсенал Бастилии, которым можно было вооружить добровольцев.
Делегация горожан предложила коменданту Бастилии маркизу де Лоне добровольно сдать крепость и открыть арсеналы, на что тот ответил отказом. После этого примерно с часу дня завязалась перестрелка между защитниками крепости и восставшими. Де Лоне, отлично зная, что рассчитывать на помощь из Версаля нечего, и что ему долго не устоять против этой осады, решился взорвать Бастилию. Но в то самое время, когда он с зажжённым фитилем в руках хотел спуститься в пороховой погреб, два унтер-офицера Беккар и Ферран бросились на него, и, отняв фитиль, заставили созвать военный совет. Почти единогласно было решено сдаться. Был поднят белый флаг, и спустя несколько минут по опущенному подъёмному мосту Юлен и Эли во главе огромной толпы проникли во внутренний двор Бастилии.
Дело не обошлось без зверств, и несколько офицеров и солдат были повешены на месте. Семь узников Бастилии были выпущены на волю, среди них был граф де Лорж (de Lorges), который содержался здесь в заключении более сорока лет (впрочем, реальность существования этого узника вызывает сомнения, а его история — вероятно, плод фантазии революционно настроенного журналиста Жан-Луи Kappá). Крайне интересный архив Бастилии подвергся разграблению, и только часть его сохранилась до наших времён.

### Разрушение и создание площади
На следующий день было официально постановлено разрушить и снести Бастилию. Работы по сносу, к которым приступили тут же, продолжались до 16 мая 1791 года. Из битого камня крепости делали миниатюрные изображения Бастилии и продавали как сувениры. Большая часть каменных блоков была пущена на строительство моста Конкорд. Маркиз Лафайет отослал один ключ от Бастилии Джорджу Вашингтону, одному из главных участников американской революции и первому президенту Соединённых Штатов. Сегодня ключ можно увидеть в бывшей резиденции президента Маунт-Вернон (Mount Vernon), превращённой в музей.
Образовалась обширная пустая площадь; были предложения украсить её каким-нибудь памятником, например, статуей Наполеона, но Бонапарт, тогда ещё генерал, предложил построить на этом месте фонтан в виде колоссального слона с башней, и некоторое время здесь действительно стояла деревянная модель этого памятника, увековеченная Виктором Гюго в романе «Отверженные».
Наконец, после июльской революции 1830 года, постановлением от 13 декабря было решено построить здесь так называемую июльскую колонну, поначалу известную в народе как иудейскую. Открытие памятника последовало 28 июля 1840 года. Колонна из бронзы высотой почти 50 метров имеет на вершине «Гения свободы» работы Дюмона, а у основания — барельефы Бари.
Начиная с 1880 года годовщина взятия Бастилии празднуется французами как национальный праздник.

## Знаменитые узники Бастилии

### Средние века
- Антуан де Шабанн
- Жак д’Арманьяк
- Луи де Люксембург

### Эпохарелигиозных войн
- Ашиль де Арле
- Франсуа де Монморанси
- Мишель де Монтень
- Бернар Палисси

### Великий век
- Генрих II Конде
- Франсуа де Бассомпьер
- Железная маска
- Николя Фуке
- Франсуа де Монморанси-Бутвиль
- Луи Франсуа де Ришельё
- Жан-Франсуа Мармонтель
- Вольтер
- Бомарше
- кардинал де Роган
- Маркиз де Сад
- Аббат Фариа
- Латюд Жан-Анри

## Знаменитые коменданты Бастилии
Наиболее известен Франсуа де Монлезен де Безмо, бригадный генерал, приближённый кардинала Джулио Мазарини.